# ملعب بانكريتيو
ملعب بانكريتيو هو ملعب كرة قدم يقع في مدينة كاندية اليونانية . يسع الملعب لجلوس 24,600 متفرج . يعتبر الملعب الرسمي الذي يخوض فيه نادي أو إف آي كريتي وإرغوتيليس مبارياتهما . تم افتتاح الملعب في 11 أغسطس 2004 .